# Dritter Hauptsatz der Thermodynamik
Der dritte Hauptsatz der Thermodynamik, auch Nernstsches Theorem bzw. Nernst-Theorem oder Nernstscher Wärmesatz nach dem deutschen Physiker Walther Nernst, sagt aus, dass die Entropie eines geschlossenen Systems, genauer eines idealen Kristalls, für T → 0 gegen eine von thermodynamischen Parametern unabhängige Konstante geht. Daraus folgt, dass der absolute Nullpunkt der Temperatur nicht durch eine endliche Anzahl von Zustandsänderungen erreichbar ist.

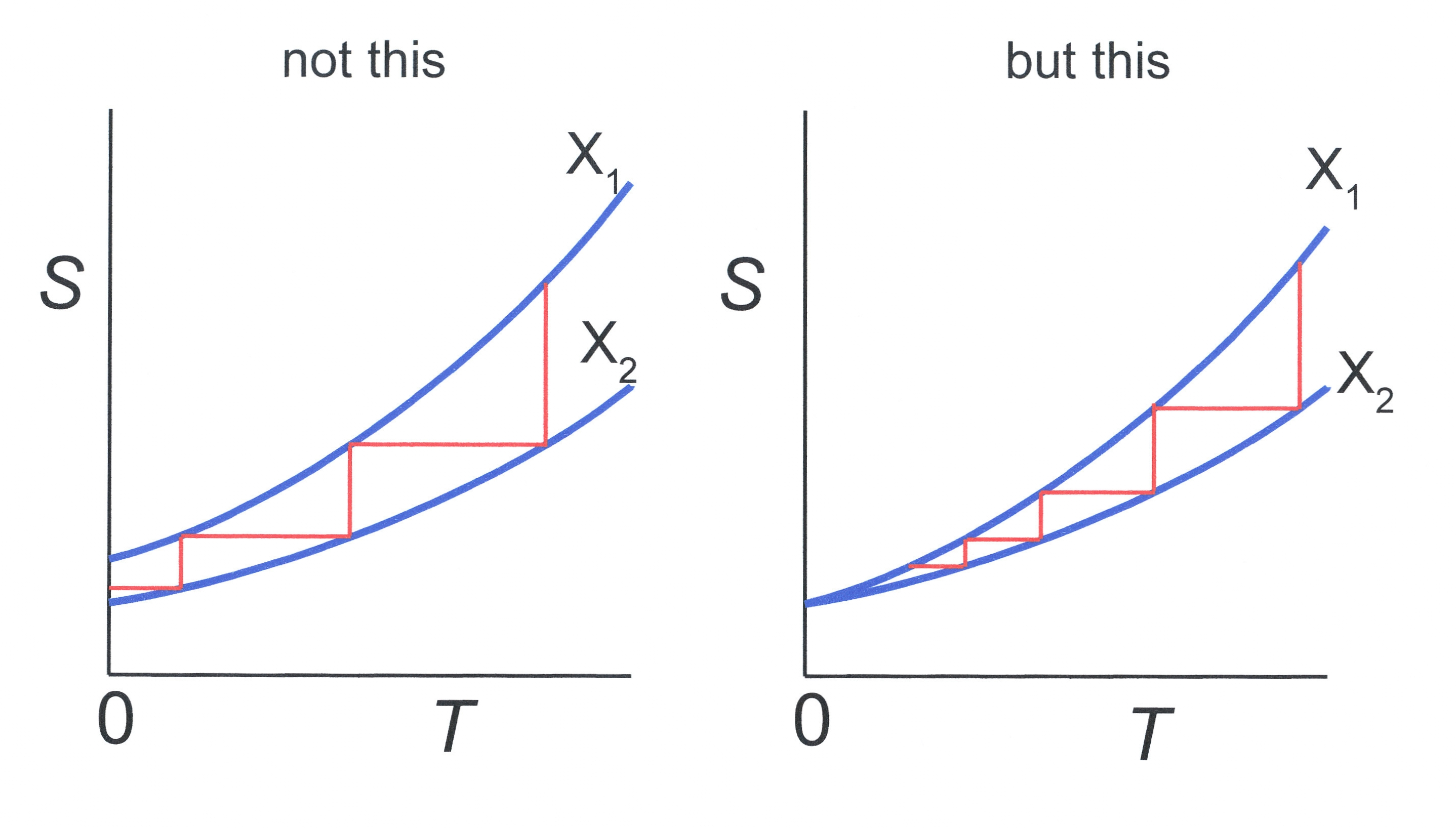
Abb. 1: Der thermodynamische Parameter X erfährt abwechselnd isentropische und isotherme Zustandsänderungen, durch die das System abgekühlt wird. Links: Der absolute Nullpunkt wäre durch endlich viele Schritte erreichbar, wenn S(0, X_{1}) ≠ S(0, X_{2}) wäre. Rechts: Es ist jedoch S(0, X_{1}) = S(0, X_{2}), und daher wären zur Abkühlung des Systems auf T = 0 unendlich viele Schritte erforderlich.

Der Satz kann unter Zuhilfenahme der Quantenmechanik bewiesen werden (s. u.). 

## Formulierung
Das Theorem wurde 1905 von Nernst aufgestellt und behandelt die Änderung der Entropie {\displaystyle S} einer chemischen Reaktion bei einer Temperatur von null Kelvin: sie geht gegen null.
Die Formulierung wurde 1911 von Max Planck schärfer gefasst. Danach wird die Entropie unabhängig von thermodynamischen Parametern und somit konstant, wenn die Temperatur gegen null geht: 
{\displaystyle \lim _{T\to 0}S(T,p,V,\dots )=S(T=0)=S_{0}=k_{\mathrm {B} }\cdot \ln g},
wobei {\displaystyle k_{\mathrm {B} }}  die Boltzmann-Konstante ist und {\displaystyle g} die Entartung des Grundzustandes. 
Ist der Grundzustand des Systems nicht entartet, so gilt {\displaystyle g=1} und damit {\displaystyle S_{0}=0}. Somit verschwindet die Entropie eines Systems, wenn die Temperatur gegen null geht.

## Beweis für kanonische Verteilung
{\displaystyle S=-k_{\mathrm {B} }\,\operatorname {Sp} \,\rho \ln \rho }
Zuerst wird der statistische Operator {\displaystyle \rho } durch seine Darstellung in der kanonischen Verteilung ersetzt. {\displaystyle T={\frac {1}{k_{\mathrm {B} }\beta }}} ist hierbei die empirische Temperatur. 
{\displaystyle S=-k_{\mathrm {B} }\,\operatorname {Sp} {\frac {\mathrm {e} ^{-\beta H}}{\operatorname {Sp} \mathrm {e} ^{-\beta H}}}\left(-\beta H-\ln \operatorname {Sp} \mathrm {e} ^{-\beta H}\right)}
Wertet man die Spur über die Operatoren aus, erhält man: 
{\displaystyle S=-k_{\mathrm {B} }\,\sum _{n}{\frac {\mathrm {e} ^{-\beta E_{n}}}{\sum _{m}\mathrm {e} ^{-\beta E_{m}}}}\left(-\beta E_{n}-\ln \sum _{m}\mathrm {e} ^{-\beta E_{m}}\right)}
Nun wird die Energie des Grundzustandes von jedem Niveau abgezogen. 
{\displaystyle S=-k_{\mathrm {B} }\,\sum _{n}{\frac {\mathrm {e} ^{-\beta \left(E_{n}-E_{g}\right)}}{\sum _{m}\mathrm {e} ^{-\beta \left(E_{m}-E_{g}\right)}}}\left(-\beta \left(E_{n}-E_{g}\right)-\ln \sum _{m}\mathrm {e} ^{-\beta \left(E_{m}-E_{g}\right)}\right)}
Es gilt nun für {\displaystyle \beta \rightarrow \infty }
(entspricht {\displaystyle T\rightarrow 0}):
{\displaystyle \lim _{T\rightarrow 0}\mathrm {e} ^{-\beta \left(E_{n}-E_{g}\right)}={\begin{cases}1,&{\text{wenn }}E_{n}=E_{g}\\0,&{\text{wenn }}E_{n}>E_{g}\end{cases}}}
Setzt man diese Erkenntnis in die obige Doppelsummendarstellung ein, erhält man die gesuchte Formulierung des Nernst-Theorems nach Planck: 
{\displaystyle \lim _{T\rightarrow 0}S=k_{\mathrm {B} }\,\ln g},
wobei {\displaystyle g} die Entartung des Grundzustands angibt, also die Zahl der {\displaystyle E_{n}}, die gleich {\displaystyle E_{g}} sind.
Diese Argumentation nimmt an, dass sich ein System am absoluten Nullpunkt im Grundzustand befindet. Für Systeme mit nicht-verschwindender Nullpunktsentropie gilt diese Annahme explizit nicht. In diesen Systemen kann die Entropie bei null Kelvin nicht zu null gewählt werden. Für diese Systeme ist der Dritte Hauptsatz der Thermodynamik keine geeignete Beschreibung.